# Grant Gustin
Grant Gustin, född 14 januari 1990 i Norfolk, Virginia, är en amerikansk skådespelare och sångare. Han är känd för sina roller som Barry Allen / Flash på CW-serien The Flash och som Sebastian Smythe på Fox-serien Glee. Han är också med i serien 90210 och gästspelade som Barry Allen i serien Arrow.